# Tommy Lee Jones
Pour les articles homonymes, voir Jones.
Tommy Lee Jones /ˈtɑmi li d͡ʒoʊnz/, né le 15 septembre 1946 à San Saba (Texas), est un acteur et réalisateur américain.
Il est connu pour sa participation à plusieurs films : Love Story en 1970, Les Yeux de Laura Mars en 1978, JFK, Entre ciel et terre, Le Fugitif, Blown Away, Tueurs nés, Batman Forever, Men in Black et U.S. Marshals dans les années 1990, L'Enfer du devoir, Space Cowboys, Traqué, No Country for Old Men et Dans la vallée d'Elah dans les années 2000 et Captain America: First Avenger, Lincoln, Malavita, Jason Bourne et Ad Astra dans les années 2010.
Tommy Lee Jones remporte l'Oscar du meilleur second rôle masculin en 1994 pour son rôle dans Le Fugitif et le prix d'interprétation masculine au Festival de Cannes 2005 pour son rôle dans Trois Enterrements, qu'il a réalisé.

## Biographie

### Enfance, formation et débuts

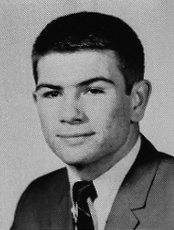
Tommy Lee Jones en 1964.

Tommy Lee Jones naît à San Saba, en plein cœur du Texas. Il a des ancêtres gallois mais aussi des grands-parents cherokees.
Comme son père, il travaille tout d'abord dans l'industrie du pétrole et sur des constructions sous-marines. Après un passage à la St Mark's School of Texas, une école réservée à la future élite masculine américaine, il intègre l'université Harvard, où il partage sa chambre pendant quatre ans avec le futur vice-président, Al Gore,,.
L'université fut aussi l'occasion pour lui de montrer ses talents de footballeur US. Malgré cela, dix jours après avoir reçu son diplôme de littérature anglaise, Tommy entre, à 23 ans, dans le monde du spectacle pour une pièce intitulée A Patriot for Me, montée à Broadway. Après quarante-neuf représentations, il se lance dans le cinéma sous la direction d'Arthur Hiller dans Love Story (alors crédité sous le nom de Tom Lee Jones).
Installé à New York, il poursuit ses aventures théâtrales et se produit dans différentes pièces, que ce soit à Broadway ou off-Broadway : Fortune and Men's Eyes, Four on a Garden, Blue Boys, Ulysses in Nighttown…
En parallèle, il tourne dans un soap opera intitulé On ne vit qu'une fois, dans lequel il figure jusqu'en 1975. Les années suivantes sont surtout vouées à la télévision, où son physique rude et sa grosse voix font des merveilles. Ainsi les téléfilms Outside Chance, The Rainmaker et surtout The Amazing World of Howard Hughes, où il connaît son premier grand succès critique dans le rôle-titre du célèbre producteur mogul.
On le voit aussi au cinéma, mais dans de petits rôles et souvent dans des films d'action musclés : Légitime Violence, Rolling Thunder, La Prison du viol, etc.

### Carrière
Tommy Lee Jones est nommé pour la première fois aux Golden Globes pour son rôle de Doolittle Lynn dans Nashville Lady, de Michael Apted, mais son cercle de fans reste encore assez restreint, et le comédien demeure inconnu à l'étranger.
Oliver Stone lui offre la chance de changer la donne avec le rôle de Clay Shaw dans JFK, qui lui vaut une nomination aux Oscars dans la catégorie Meilleur second rôle masculin. Deux ans plus tard, la nomination se concrétise en statuette pour son rôle du Marshal Gerard, lancé sur les traces de Richard Kimble (Harrison Ford) dans Le Fugitif, qui triomphe au box-office. L'une des répliques les plus cinglantes du film (Richard Kimble : « I didn't kill my wife » - Marshal Samuel Gerard : « I don't care. ») est l'œuvre de l'acteur, qui a pris l'habitude, avec les années, de modifier son texte comme bon lui semble.
Ainsi, Le Fugitif, qui lui rapporte aussi un Golden Globe, le Los Angeles Film Critics Award et l'Oscar concerné pour le Meilleur second rôle masculin (bien qu'il cherchât ses récompenses la tête rasée, il tournait Cobb), est un tremplin de taille pour Tommy Lee Jones, qui compte aujourd'hui parmi les grandes figures d'Hollywood.
On l'a, depuis, vu dans le tragique Entre Ciel et Terre d'Oliver Stone, dans Blown Away de Stephen Hopkins et dans Batman forever de Joel Schumacher, où il incarnait le maléfique Double-Face. En 1995, cet amateur de polo (il possède son propre ranch et dirige un élevage de chevaux) a écrit et réalisé un premier film, The Good Old Boys, destiné à la télévision.
Après l'énorme succès de Men in Black, produit par Steven Spielberg, et du torride, mais quelque peu classique Volcano, il reprend le rôle du Marshal Samuel Gerard pour la suite du Fugitif dans US Marshals, avant de prêter sa voix au Chip Hazard dans le parodique Small Soldiers, et d'incarner le contrôleur judiciaire Travis Lehman dans Double Jeu (Double Jeopardy).
Dans les années 2000, bien que moins présent au grand écran qu'au début des années 1990 et malgré son caractère peu amène, l'acteur enchaîne dans la foulée la fantaisie SF de Clint Eastwood, Space Cowboys, avec James Garner et Donald Sutherland et le thriller militaire L'Enfer du devoir, de William Friedkin, dans lequel il incarne le colonel Hayes Hodges.
De retour aux poursuites d'aliens aux côtés de Will Smith dans Men in Black 2, il tourne ensuite dans un film d'action, Traqué, avec Benicio del Toro comme partenaire.

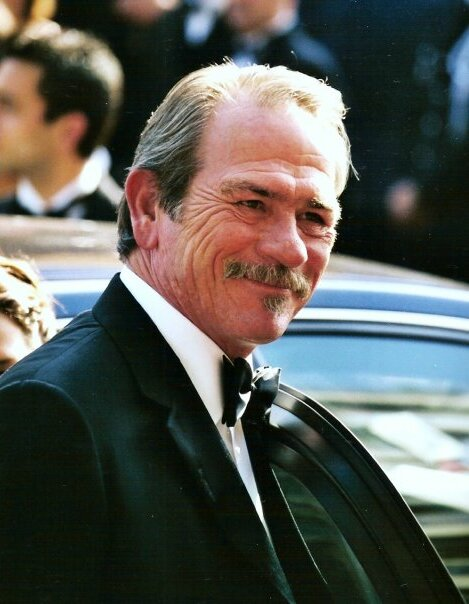
Tommy Lee Jones au Festival de Cannes 2005.

En 2005, il tourne son premier film pour le cinéma, Trois Enterrements. Il y incarne un cowboy texan qui enquête sur l'assassinat d'un vacher mexicain devenu son ami, puis décide de rapporter son corps dans son village, au Mexique, en obligeant son meurtrier à l'accompagner. Le film est nommé au Festival de Cannes 2005, Jones remportant le prix d'interprétation masculine et le film le prix du scénario pour Guillermo Arriaga. La même année, il joua dans le film des frères Coen, No Country for Old Men, son rôle est un shérif tentant d'aider un cowboy traqué. Le film fut acclamé par la critique et gagne 4 Oscars en 2008 (dont celui du meilleur film). Tommy Lee Jones est salué pour son rôle, bien que la majorité des récompenses pour le second rôle soient échues à Javier Bardem, qui joue dans le même film.
À partir de 2006, il apparait régulièrement à la télévision japonaise dans les spots publicitaires de la marque de café en canette Boss Coffee (en) dans le rôle d'Alien Jones, un extraterrestre venu observer la vie sur la Terre, devenant ainsi l'un des visages les plus connus au Japon.
Il a également joué dans le film Dans la vallée d'Elah (In the Valley of Elah), drame psychologique américain réalisé par Paul Haggis et sorti en 2007. Ce film dont le titre se réfère à la vallée où David combattit Goliath, est un réquisitoire contre la guerre. Il montre ses dérives et les graves perturbations psychologiques qu'elle peut occasionner chez les soldats. Ce rôle lui donne l'occasion d'une nomination aux Oscars 2008, dans la catégorie « Oscar du meilleur acteur » lors de la 80e cérémonie des Oscars.
En 2009, il tient le rôle de Dave Robicheaux dans le thriller Dans la brume électrique de Bertrand Tavernier.
Il réapparaît dans une adaptation de comics Marvel à l'écran en incarnant Chester Phillips dans le film Captain America: First Avenger qui est sorti sur les écrans durant l'été 2011. En 2012, il reprend son rôle de l'agent K dans Men in Black 3.
En 2012, il joue également dans Lincoln, de Steven Spielberg, où il campe le personnage de Thaddeus Stevens ; rôle pour lequel il sera nommé lors de la 85e cérémonie des Oscars, dans la catégorie meilleur acteur dans un second rôle, trophée finalement remporté par Christoph Waltz. Tommy Lee Jones reçoit plusieurs nominations dans d'autres prix pour son rôle dans Lincoln.
En 2013, il joue un rôle secondaire dans la comédie noire Malavita du français Luc Besson. Il tient le rôle d'un officier de police du programme fédéral des États-Unis pour la protection des témoins en charge d'une famille de mafieux relocalisée en Normandie, les parents de cette dernière étant joués par Robert De Niro et Michelle Pfeiffer. Le film n'est pas soutenu par les critiques et récolte 78 000 000 $ pour un budget de 30 000 000 $,,.
En 2014, il tourne sa seconde réalisation au cinéma, The Homesman, dont il écrit le scénario ; un western avec un côté road movie dans lequel il joue un vagabond rustre qui accompagne une femme solitaire et déterminée, chargée d'escorter vers la ville des femmes ayant sombré dans la folie dans les plaines arides de l'Ouest. Le film est nommé en compétition officielle au Festival de Cannes 2014.
Fin 2017, il préside le jury du 30e Festival international du film de Tokyo.
En 2020, il est un des trois acteurs principaux de la comédie Arnaque à Hollywood de George Gallo. Il y tient le rôle de la vedette d'un film qui va être l'objet de tentatives d'assassinat de la part d'un producteur minable, joué par Robert De Niro, qui veut escroquer les assurances pour rembourser un mafieux joué par Morgan Freeman.

## Filmographie

### Acteur

#### Années 1970
- 1970 : Love Story d'Arthur Hiller : Hank Simpson
- 1973 : Life Study de Michael Nebbia : Gus
- 1975 :  Eliza's Horoscope (en) de Gordon Sheppard : Tommy Lee
- 1976 : La Prison du viol (Jackson County Jail) de Michael Miller : Coley Blake
- 1977 : Légitime Violence (Rolling Thunder) de John Flynn : Cpl. Johnny Vodhen
- 1978 : Betsy de Daniel Petrie : Angelo Perino
- 1978 : Les Yeux de Laura Mars de Irvin Kershner : John Neville

#### Années 1980
- 1980 : Nashville Lady (Coal Miner's Daughter) de Michael Apted : Doolittle Lynn
- 1981 : Back Roads de Martin Ritt : Elmore Pratt
- 1983 : Les Pirates de l'île sauvage (Nate and Hayes) de Ferdinand Fairfax : le capitaine Bully Hayes
- 1984 : The River Rat (en) de Thomas Rickman : Billy
- 1986 : Sans issue (Black Moon Rising) d'Harley Cokeliss : Quint
- 1987 : La Gagne (The Big Pot) de Ben Bolt : George Cole
- 1988 : Un lundi trouble (Stormy Monday) de Mike Figgis : Cosmo
- 1989 : Opération Crépuscule (The Package) d'Andrew Davis : Thomas Boyette

#### Années 1990
- 1990 : Fire Birds de David Green (en) : Brad Little
- 1991 : JFK d'Oliver Stone : Clay Shaw / Clay Bertrand
- 1992 : Piège en haute mer (Under Siege) d'Andrew Davis : William Strannix
- 1993 : Le Château de cartes (House of Cards) de Michael Lessac : Jake Beerlander
- 1993 : Entre ciel et terre d'Oliver Stone (Heaven and Heart) : Steve Butler
- 1993 : Le Fugitif (The Fugitive) d'Andrew Davis : le Marshal Samuel Gerard
- 1994 : Le Client (The Client) de Joel Schumacher : Roy Foltrigg
- 1994 : Blown Away de Stephen Hopkins : Ryan Gaerity
- 1994 : Cobb de Ron Shelton : Ty Cobb
- 1994 : Tueurs nés (Natural Born Killers) d'Oliver Stone : Warden Dwight McClusky
- 1994 : Blue Sky de Tony Richardson : Major Henry « Hank » Marshall
- 1995 : Batman Forever de Joel Schumacher : Harvey Dent / Double Face
- 1997 : Volcano de Mick Jackson : Mike Roark
- 1997 : Men in Black de Barry Sonnenfeld : l'agent K
- 1998 : U.S. Marshals de Stuart Baird : le marshall Samuel Gerard
- 1998 : Small Soldiers de Joe Dante : Chip Hazard (voix)
- 1999 : Double Jeu (Double Jeopardy) de Bruce Beresford : Travis Lehman

#### Années 2000
- 2000 : L'Enfer du devoir (Rules of Engagement) de William Friedkin : le colonel Haye « Hodge » Hodges
- 2000 : Space Cowboys de Clint Eastwood : Hawk Hawkins
- 2002 : Men in Black 2 de Barry Sonnenfeld : Kevin Brown / l'agent K
- 2003 : Traqué (The Hunted) de William Friedkin : L. T. Bonham
- 2003 : Les Disparues (The Missing) de Ron Howard : Samuel Jones alias « Chaa-duu-ba-its-iidan »
- 2005 : Trois Enterrements (The Three Burials of Melquiades Estrada) de Tommy Lee Jones : Pete Perkins
- 2005 : Garde rapprochée (Man of the House) de Stephen Herek : le ranger Robert Sharp
- 2006 : The Last Show (A Prairie Home Companion) de Robert Altman : l'exécuteur
- 2007 : No Country for Old Men de Joel et Ethan Coen : le shérif Ed Tom Bell
- 2007 : Dans la vallée d'Elah (In the Valley of Elah) de Paul Haggis : Hank Deerfield
- 2008 : Dans la brume électrique (In the Electric Mist) de Bertrand Tavernier : Dave Robicheaux

#### Années 2010
- 2011 : The Company Men de John Wells : Gene McClary
- 2011 : Captain America: First Avenger (Captain America: The First Avenger) : colonel Chester Phillips
- 2012 : Men in Black 3 de Barry Sonnenfeld : Kevin Brown/ l'agent K
- 2012 : Tous les espoirs sont permis (Great Hope Springs) de David Frankel : Arnold Soames
- 2012 : Lincoln de Steven Spielberg : Thaddeus Stevens
- 2012 : Crimes de guerre (Emperor) de Peter Webber : le général Douglas MacArthur
- 2013 : Malavita de Luc Besson : Robert Stansfield
- 2014 : The Homesman de Tommy Lee Jones : George Briggs
- 2016 : Criminal : Un espion dans la tête d'Ariel Vromen : Docteur Frank[14]
- 2016 : Mechanic: Resurrection (Mechanic: Resurrection) de Dennis Gansel : Max Adams
- 2016 : Jason Bourne de Paul Greengrass : Robert Dewey
- 2017 : Just Getting Started de Ron Shelton : Leo
- 2017 : Shock and Awe de Rob Reiner : Joe Galloway
- 2019 : Ad Astra de James Gray : Clifford McBride
- 2019 : Wander d'April Mullen : Jimmy Cleats

#### Années 2020
- 2020 : Arnaque à Hollywood de George Gallo : Duke Montana
- 2023 : Death Business de Maggie Betts : Jeremiah O'Keefe
- 2023 : Finestkind de Brian Helgeland : Ray Eldridge

#### Téléfilms
- 1976 : Le Testament ou Quand le vin est tiré (Charlie's Angels) de John Llewellyn Moxey : Aram (épisode pilote de Drôles de dames diffusé comme téléfilm six mois avant la série)
- 1976 : Carambolages (en) (Smash-Up on Interstate 5) de John Llewellyn Moxey : officier Hutton
- 1977 : The Amazing Howard Hughes de William A. Graham : Howard Hughes
- 1980 : Barn Burning (en) de Peter Werner : Ab Snopes
- 1982 : The Rainmaker (en) de John Frankenheimer : Starbuck
- 1982 : Le Chant du bourreau (en) (The Executioner's Song) de Lawrence Schiller : Gary Mark Gilmore
- 1984 : La Chatte sur un toit brûlant (en) (Cat on a Hot Tin Roof) de Jack Hofsiss : Brick Pollitt
- 1985 :  The Park Is Mine (en) de Steven Hilliard Stern : Mitch Garnett
- 1986 : Double Image (en) (Yuri Nosenko: Double Agent) de Mick Jackson : Steve Daley
- 1988 : Stranger on My Land de Larry Elikann : Bud Whitman
- 1988 : April Morning de Delbert Mann : Moses Cooper
- 1988 : Gotham (en) de Lloyd Fonevielle : Eddie Mallard
- 1995 : Les Derniers Pionniers (en) (The Good Old Boys) de Tommy Lee Jones : Hewey Calloway
- 2011 : The Sunset Limited de Tommy Lee Jones : White

#### Séries
- 1971-1975 : On ne vit qu'une fois (One Life to Live) : Dr Mark Toland (25 épisodes)
- 1975 : Barnaby Jones : Dr Jim Melford (1 épisode)
- 1976 : Baretta : Sharky (1 épisode)
- 1976 :  Family (en) : David Needham (1 épisode)
- 1989 : Lonesome Dove de Simon Wincer : Woodrow F. Call (4 épisodes)

### Réalisateur
- 1995 : Les Derniers Pionniers (en) (The Good Old Boys) (également scénariste)
- 2005 : Trois Enterrements (The Three Burials of Melquiades Estrada)
- 2011 : The Sunset Limited
- 2014 : The Homesman (également scénariste)

## Distinctions

### Récompenses
- 1982 : Primetime Emmy Award du meilleur acteur dans une mini-série ou un téléfilm pour Le Chant du bourreau (The Executioner's Song)
- 1993 : Kansas City Film Critics Circle Award du meilleur acteur dans un second rôle pour Le Fugitif
- 1993 : Los Angeles Film Critics Association Award du meilleur acteur dans un second rôle pour Le Fugitif
- 1993 : Southeastern Film Critics Association Award du meilleur acteur dans un second rôle pour Le Fugitif
- 1994 : MTV Movie Awards pour le meilleur duo à l'écran avec Harrison Ford dans Le Fugitif
- 1994 : Oscar du meilleur acteur dans un second rôle pour Le Fugitif
- 1994 : Golden Globe du Meilleur acteur dans un second rôle pour Le Fugitif
- 2005 : Prix d'interprétation masculine au Festival de Cannes pour Trois Enterrements
- 2005 : Grand prix du Festival international du film de Flandre-Gand pour Trois Enterrements
- 2006 : Gotham Independent Film Awards de la meilleure distribution pour The Last Show (A Prairie Home Companion)
- 2007 : Screen Actors Guild de la meilleure distribution pour No Country for Old Men
- 2007 : San Diego Film Critics Society Award du meilleur acteur pour No Country for Old Men
- 2007 : San Diego Film Critics Society Award de la meilleure distribution pour No Country for Old Men
- 2012 : Prix Donostia au Festival de Saint-Sébastien 2012 pour l'ensemble de sa carrière
- 2012 : New York Film Critics Online Awards du meilleur acteur dans un second rôle pour Lincoln
- 2012 : Las Vegas Film Critics Society Awards du meilleur acteur dans un second rôle pour Lincoln
- 2012 : Dallas-Fort Worth Film Critics Association Awards du meilleur acteur dans un second rôle pour Lincoln
- 2012 : Nevada Film Critics Society Awards du meilleur acteur dans un second rôle pour Lincoln
- 2013 : Houston Film Critics Society Awards du meilleur acteur dans un second rôle pour Lincoln
- 2013 : Iowa Film Critics Association Awards du meilleur acteur dans un second rôle pour Lincoln
- 2013 : Screen Actors Guild Awards : meilleur acteur dans un second rôle pour Lincoln

### Nominations
- 1980 : Golden Globe du meilleur acteur pour Nashville Lady (Coal Miner's Daughter)
- 1989 : Primetime Emmy Award du meilleur acteur dans une mini-série ou un téléfilm pour Lonesome Dove
- 1989 : Golden Globe du meilleur acteur dans un second rôle dans une série, une mini-série ou un téléfilm pour Lonesome Dove
- 1992 : Oscar du meilleur second rôle masculin pour JFK
- 1993 : BAFTA du meilleur acteur dans un second rôle pour JFK
- 1994 : BAFTA du meilleur acteur dans un second rôle pour Le Fugitif
- 1995 : Screen Actors Guild du meilleur acteur pour The Good Old Boys
- 1995 : MTV Movie Awards pour le meilleur méchant dans Blown Away
- 1996 : MTV Movie Awards pour le meilleur méchant dans Batman Forever
- 1998 : Satellite Award du Meilleur acteur dans un film musical ou une comédie pour Men in Black
- 1998 : MTV Movie Awards pour le meilleur duo à l'écran avec Will Smith dans Men in Black
- 2005 : Independent Spirit Awards du meilleur film pour Trois Enterrements
- 2005 : Satellite Award du Meilleur acteur dans un film dramatique pour Trois enterrements
- 2007 : Screen Actors Guild du meilleur acteur dans un second rôle pour No Country for Old Men
- 2007 : Satellite Award du Meilleur acteur dans un film dramatique pour Dans la vallée d'Elah
- 2008 : BAFTA du meilleur acteur dans un second rôle pour No Country for Old Men
- 2008 : Oscar du meilleur acteur pour Dans la vallée d'Elah
- 2008 : London Film Critics Circle Award du meilleur acteur pour Dans la vallée d'Elah
- 2010 : Satellite Award du Meilleur acteur dans un second rôle pour The Company Men
- 2011 : Scream Awards du meilleur acteur dans un second rôle pour Captain America: First Avenger
- 2013 : Golden Globe du meilleur acteur dans un second rôle pour Lincoln
- 2013 : Oscar du meilleur acteur dans un second rôle pour Lincoln
- 2014 : Sélection officielle au 67e Festival de Cannes pour The Homesman

## Voix francophones
En France, Claude Giraud a été la voix française régulière de Tommy Lee Jones le doublant à 17 reprises à partir du film JFK en 1992 jusqu'au film Dans la vallée d'Elah en 2007, soit quelques années avant sa retraite. Parmi les autres films dans lesquels il l'a doublé, il y a Le Fugitif, US Marshals, Batman Forever, Volcano, les deux premiers Men in Black, Space Cowboys ou encore Trois Enterrements.
Ensuite, plusieurs comédiens lui ont prêté leur voix : Yves Rénier, qui l'avait doublé dans Un lundi troublé et L'Enfer du devoir, le double de nouveau dans No Country for Old Men, The Company Men et Captain America: First Avenger,, Samuel Labarthe le remplace dans Men in Black 3 et Tous les espoirs sont permis, Jean-François Stévenin le double dans Dans la brume électrique et Christian Renault dans Crimes de guerre. Depuis 2013, Féodor Atkine, qui l'avait d'abord doublé dans The Sunset Limited et Lincoln, a pris le relais.
Tommy Lee Jones a également été doublé à deux reprises par Bernard Tiphaine dans Lonesome Dove et Fire Birds ainsi qu'à titre exceptionnel par Sylvain Joubert dans Légitime Violence, Michel Creton dans Betsy, Pierre Arditi dans Les Yeux de Laura Mars, Georges Berthomieu dans Les Pirates de l'île sauvage, Jean-François Poron dans Sans issue, Michel Barbey dans La Gagne, Mario Santini dans Opération Crépuscule, Gérard Rinaldi dans Piège en haute mer, Richard Darbois dans Blown Away, Yves Lecoq dans Small Soldiers et Michel Paulin dans The Last Show.
Versions françaises
- Claude Giraud dans JFK, Le Fugitif, Batman Forever, Volcano, Men in Black 1 et 2, Space Cowboys, Trois enterrements, Dans la vallée d'Elah[15], etc.
- Féodor Atkine dans The Sunset Limited, Lincoln, The Homesman, Jason Bourne, Ad Astra[17], etc.
- Yves Rénier dans Un lundi troublé, L'Enfer du devoir, No Country for Old Men, The Company Men, Captain America: First Avenger[15],[16]

Versions québécoises
Éric Gaudry est la voix québécoise régulière de l'acteur.
Note : La liste indique les titres québécois.
- Éric Gaudry dans Cuirassé en péril, Le Fugitif, Hommes en noir, Les Pionniers de l'espace, Capitaine America : Le Premier Vengeur, Jason Bourne, Ad Astra, etc.